# Edmund Bruggmann
 (juillet 2012).
Edmund Bruggmann, né le 15 avril 1943 à Flums et mort le 9 juin 2014 à Walenstadt, est un skieur alpin suisse qui a mis fin à sa carrière sportive à la fin de la saison 1974.

## Palmarès

### Jeux olympiques d'hiver
| Épreuve / Édition | Descente | Slalom géant | Slalom |
| JO 1964 Innsbruck | —        | 19e          | —      |
| JO 1968 Grenoble  | 10e      | 12e          | —      |
| JO 1972 Sapporo   | —        | Argent       | 8e     |

### Championnats du monde
| Épreuve / Édition          | Descente    | Slalom géant | Slalom      | Combiné     |
| JO 1964 Innsbruck          | —           | 19e          | —           | —           |
| Mondiaux 1966 Portillo     | 18e         | Disqualifié  | Abandon     | —           |
| JO 1968 Grenoble           | 10e         | 12e          | —           | —           |
| Mondiaux 1970 Val Gardena  | 12e         | 14e          | 16e         | 5e          |
| JO 1972 Sapporo            | Non-partant | Argent       | 8e          | Non-partant |
| Mondiaux 1974 Saint-Moritz | —           | Abandon      | non-partant | —           |

### Coupe du monde
- Meilleur résultat au classement général : 3e en 1972
  - 5 victoires : 4 slaloms géants et 1 slalom
  - 14 podiums

#### Saison par saison
- Coupe du monde 1967 :
  - Classement général : 41e
- Coupe du monde 1968 :
  - Classement général : 6e
    - 1 victoire en géant : Hindelang
- Coupe du monde 1969 :
  - Classement général : 16e
    - 1 victoire en slalom : Kranjska Gora
- Coupe du monde 1970 :
  - Classement général : 17e
- Coupe du monde 1971 :
  - Classement général : 6e
    - 1 victoire en géant : Berchtesgaden
- Coupe du monde 1972 :
  - Classement général : 3e
    - 2 victoires en géant : Val Gardena et Pra Loup
- Coupe du monde 1974 :
  - Classement général : 36e

### Arlberg-Kandahar
- Meilleur résultat : 4e place dans la descente 1965 à Sankt Anton